# Ripper (wędkarstwo)

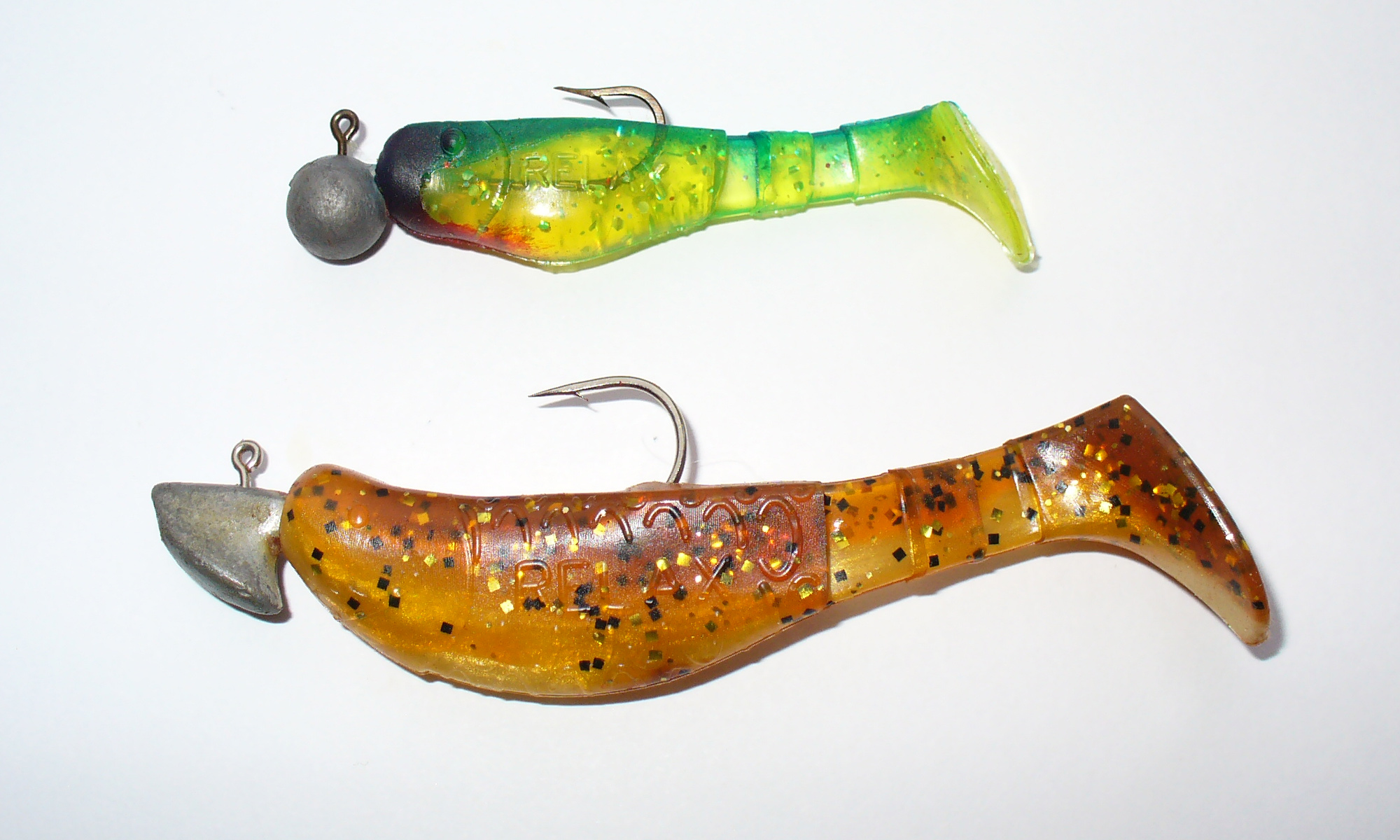
Ripper wędkarski (dwa kopyta z założonymi główkami dżigowymi)

Ripper – rodzaj sztucznej przynęty wędkarskiej, która swoim wyglądem, a szczególnie ruchem naśladuje małą rybkę.
Przynęta ta wykonana jest najczęściej z gumy, silikonu lub miękkiego materiału typu PVC. Ma kształt rybki, z charakterystycznie uformowaną płetwą ogonową, która nadaje przynęcie odpowiedni ruch w wodzie. Wszystkie rippery mają podobne kształty, lecz różnią się w obrębie kolorystyki (pełna dowolność) oraz w obrębie uzbrojenia. Najczęściej używane są główki jigowe; rzadziej stosuje się kotwiczki (jako dozbrojki).
Do najpopularniejszych rodzajów tej przynęty można zaliczyć: Kopyto, Aqua, Shark, Diamond.